# Teplá
Teplá (en allemand : Tepl Stadt) est une ville du district de Cheb, dans la région de Karlovy Vary, en République tchèque. Sa population s'élevait à 2 903 habitants en 2025.

## Géographie
Teplá est arrosée par la rivière Teplá, un affluent de l'Ohře, et se trouve à 12 km au nord-est de Mariánské Lázně, à 28 km au sud de Karlovy Vary, à 37 km à l'est-sud-est de Cheb et à 114 km à l'ouest de Prague.
La commune est limitée par Mnichov au nord-ouest, par Nová Ves au nord, par Otročín au nord-est, par Toužim et Úterý à l'est, par Bezdružice, Lestkov et Chodová Planá au sud, et par Ovesné Kladruby à l'ouest.

## Histoire
La première mention écrite de la localité date de 1197, date de la fondation de l'abbaye de Teplá, origine du peuplement humain en ce lieu.
Jusqu'en 1918, la ville de Tepl fait partie de l'empire d'Autriche), puis d'Autriche-Hongrie (Cisleithanie après le compromis de 1867), chef-lieu du district de même nom, l'un des 94 Bezirkshauptmannschaften de Bohême. Le bureau de poste a été ouvert en septembre 1850. Après 1918, et jusqu'en 1938, Tepl fit partie de la Tchécoslovaquie.
En octobre 1938, la ville, majoritairement habitée par une population germanophone, est annexée par l'Allemagne nazie, conformément aux accords de Munich en ce qui concerne la Région des Sudètes. Après la défaite du Troisième Reich, les décrets Beneš (1945) contraignent la population allemande de la ville à s'exiler, laissant la place aux Tchèques qui l'appellent désormais exclusivement Teplá.

## Personnalités
Le champion olympique allemand d'aviron Gerhard Auer (1943-2019) est né à Teplá.